# Układ Arona

Schemat układu Arona: R, S, T - fazy, W - watomierz, LOAD - odbiornik

Układ Arona – układ pomiarowy do mierzenia mocy czynnej w obwodach trójfazowych bez przewodu neutralnego za pomocą dwóch watomierzy przy symetrycznym lub niesymetrycznym napięciu zasilania i dowolnym obciążeniu. Nazwa pochodzi od nazwiska jego twórcy Hermanna Arona.